# 野外炊具1号(改)

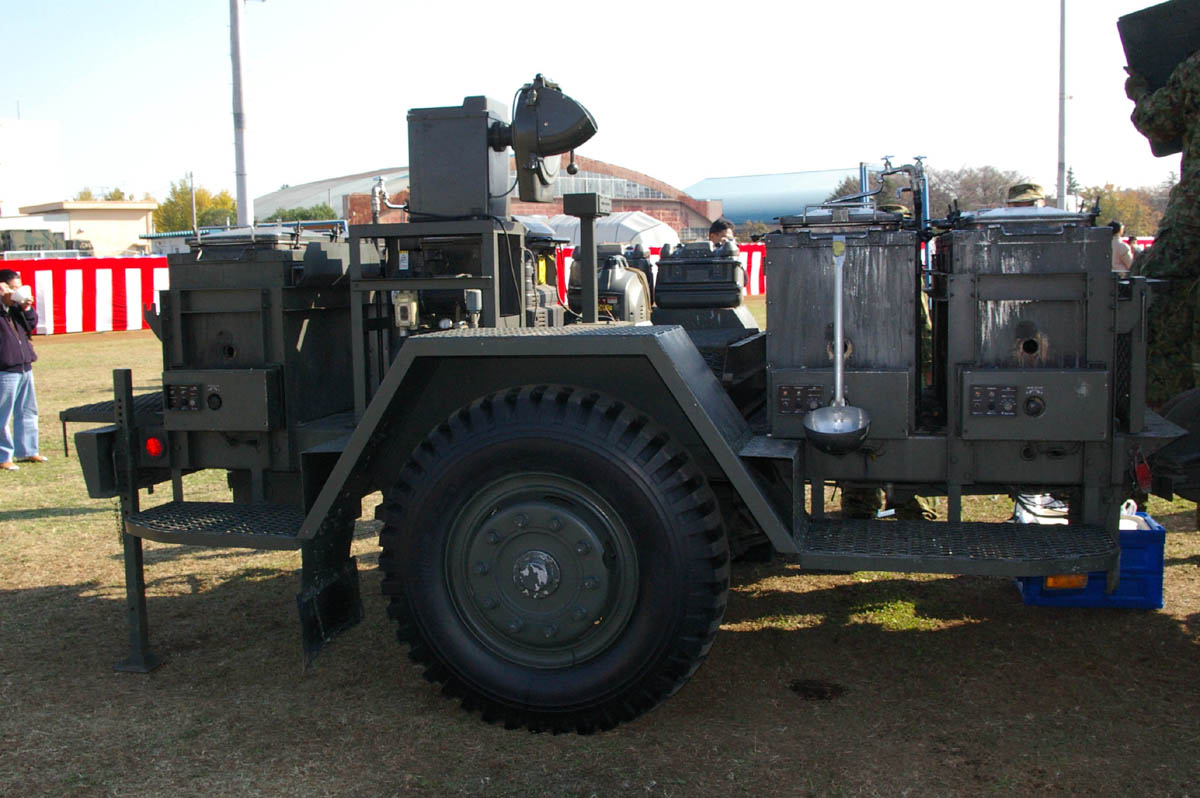
野外炊具1号(改)

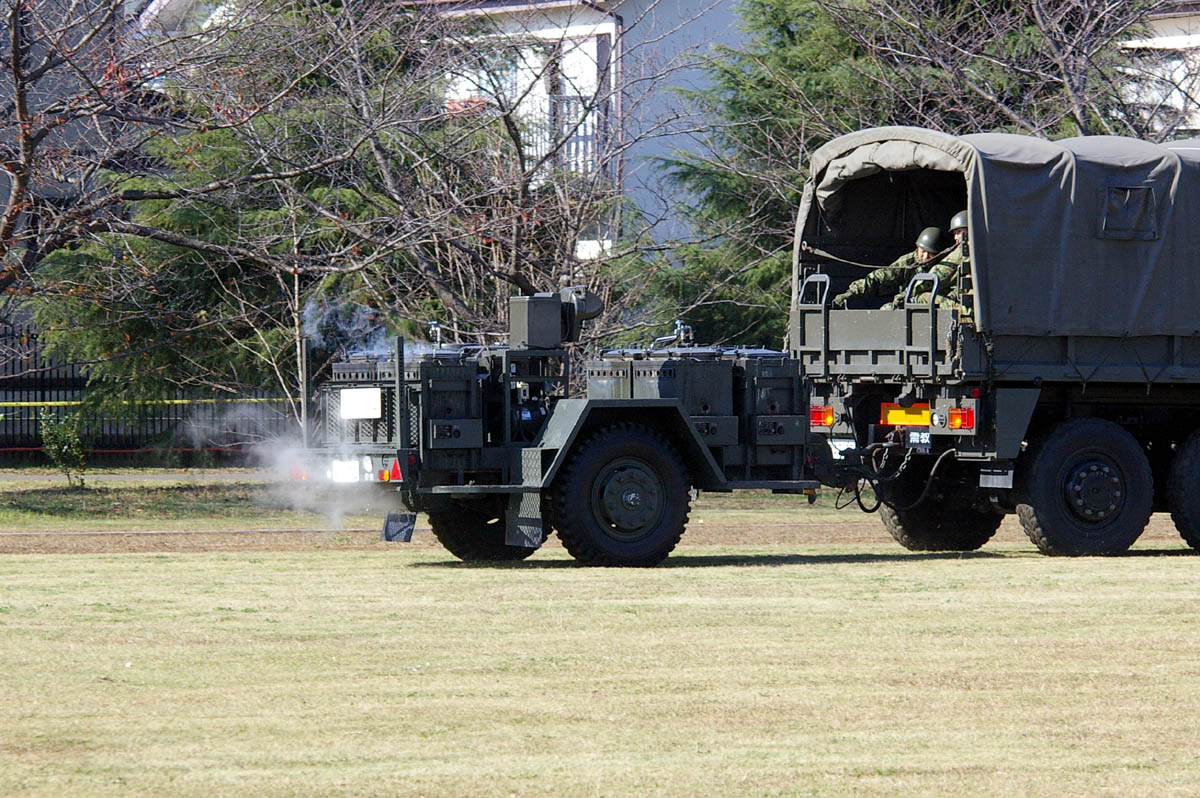
野外炊具1号(改)
牽引状態

野外炊具1号(改)（やがいすいぐいちごうかい）は、陸上自衛隊が保有する野外炊飯専用トレーラ（フィールドキッチン）である。
基本性能は1962年に採用された旧型の野外炊具1号とほとんど変わりがないので変更点のみ記述する。

## メーカー
- （契約）伸誠商事
- （製造）マッキンリー

## 野外炊具1号からの変更点
- バーナー点火時はガソリンと灯油の混合ではなく灯油のみで自動着火する。電気式[1]の自動着火装置搭載により使い方を熟知していない隊員でも操作が容易になった。
- コンプレッサー以外に発電機や野外冷蔵庫、水道の蛇口を装備している。
- 水道蛇口の装備により水道やポンプからの水を直接各かまどに供給可能（旧型は桶やホースで水を供給していた）
- 自動点火（消火）装置を装備。タイマー内蔵により設定した時間経過後自動的に消火可能。
- トレーラー部に階段とステップを設置し、作業の利便性を向上（旧型のステップは高い位置にあり、作業性が良くなかった）

## 欠点
- バーナーが自動点火となったため、簡単には取り外しができなくなり、最悪の場合は故障時にトレーラー本体ごと後方支援部隊に後送する必要が生じる。旧型はバーナーの故障時にガソリンのみで使用が可能だったうえ、使い方を熟知した隊員であればその場でバーナー自体の修理が可能だった。
- トレーラー全体が電化製品と同様の耐水性しかなく、汚れた場合の丸洗いができない。旧型は汚れた場合、バーナーに袋をかぶせ防水措置を施すだけで本体は丸洗いできた。
- 雨の中での使用に大きく制限がかかる。屋根型天幕などで雨風を防ぐ程度では故障の可能性があり、屋内での使用を推奨されている。検閲等状況中に降雨の中作業していたところ、天幕では防ぎきれなかった雨粒がバーナー内部のシステム内に浸入し故障するという事案が発生したとの話がある[要出典]。
- 従来の野外炊具と違い、発電機による電力供給・コンプレッサーによる圧縮空気の容量が旧型より低く、6釜全てを賄えないので、同時稼働は4釜が限界[1]。
- 発電機が故障した場合、システム全てが稼働しないために炊飯作業自体ができない。旧型はエンジン故障の場合でもトラックからの供給や空気入れなどを活用し、圧縮空気さえ調達可能であれば作業継続が可能だった。
- 修繕にはメーカー関係者や整備中隊などの高度な技術が必要。特殊な部品も必要なため、海外派遣などでは本機ではなく従来からの旧型を優先して運用する傾向があり、全て新型に換装した部隊でも旧型を予備扱いとして保有している。

## 派生型

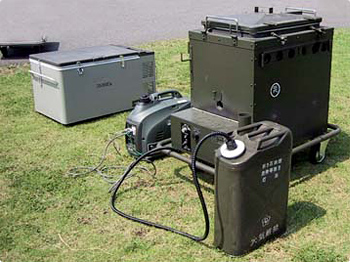
野外炊具2号(改)
野外炊具1号のユニット（かまど）1個にコンプレッサーを搭載し、移動用のキャスターを取り付けたもの。ユニットとしての基本性能に変化はない。約100名分の炊飯が可能で後方部隊等に配備される。主に副食や汁などの調理に使用されることが多い。
自動点火機能を持ちタイマー内蔵で設定した時間経過後自動的に消火可能。電源はコンセントによる外部電源を使用する。
炊事ユニットK-1
基本性能は野外炊具2号(改)と同様。野外炊具2号(改)の民生型で、主に地方自治体や警察・消防に納入されている。価格は性能に左右されるが、約90万-100万円。

## その他
- 一部メディアにおいて「火力の調整ができるようになり焼き物の調理が可能」と解説されていたが、旧型でも火力の調整は可能（バーナーの火力調整を操作）ではあるが、大規模に調理する場合は焼き物の調理は推奨されておらず、事実上不可能である。
  - その理由として挙げるならば、焼き物を焼く際に、浅釜を使用するにしても45分（※屋外での調理に標準的に割り当てられる時間）以内で200人分の調理を行う事は難しく、かつ使用後の手入れにおいて非常に手間がかかる。また、灯油バーナーであるため、調理中は周囲にかなりの灯油臭が漂う。直接炎を当てた場合、食材に灯油臭が移る可能性がある。
- これらの理由から、焼き魚を始めとしてメニューに焼き物が出る場合は大抵はボイル物（※事前に別所で焼き上げたものをビニールパックし、喫食の直前に湯煎して温める方法）である。
- 副食調理の炒め物についても、釜の関係で非常に焦げやすく、調理に不向きであり、調理後の手入れに時間がかかる。
- 以上のことから、当炊具は主として煮物を調理するのに向いている。
- 平成22年度予算から「野外炊具1号(22改)」が後継として調達開始されている。

## 登場作品
『自衛隊三国志』
三国時代へタイムスリップする自衛隊国際連合平和維持活動(PKO)部隊の装備として登場。自衛隊を訪ねてきた劉備玄徳一行へ食事を振舞うために使用される。
『ルーントルーパーズ 自衛隊漂流戦記』
異世界へ飛ばされた自衛隊の装備として登場。フィルボルグ継承帝国の侵攻によって家を失ったマリースア国民たちへの炊き出しに使用される。